# Olympische Sommerspiele 1984/Basketball – Männer
Das Basketballturnier der Herren bei den Olympischen Spielen 1984 wurde vom 29. Juli bis 10. August ausgetragen. Insgesamt nahmen 12 Teams teil.

## Vorrunde

### Gruppe A
| Platz | Team           | Spiele | Siege | Ndlg. | Körbe   | Diff. | Punkte | Qualifikation  |
| ----- | -------------- | ------ | ----- | ----- | ------- | ----- | ------ | -------------- |
| 1.    | Jugoslawien    | 5      | 5     | 0     | 457:366 | +91   | 10     | Viertelfinale  |
| 2.    | Italien        | 5      | 4     | 1     | 437:363 | +74   | 9      | Viertelfinale  |
| 3.    | Australien     | 5      | 3     | 2     | 383:403 | −20   | 8      | Viertelfinale  |
| 4.    | BR Deutschland | 5      | 2     | 3     | 384:376 | +8    | 7      | Viertelfinale  |
| 5.    | Brasilien      | 5      | 1     | 4     | 401:423 | −22   | 6      | Platz 9 bis 12 |
| 6.    | Ägypten        | 5      | 0     | 5     | 349:480 | −131  | 5      | Platz 9 bis 12 |

| 29. Juli 1984 |                                                            | Italien | 110 – 62                                                           | Ägypten | The Forum, Inglewood Zuschauer: 10.063 Schiedsrichter: Felipe (PHI), Nar Zanolin (CAN) |
| 29. Juli 1984 | Punkte pro Halbzeit: 56–31, 54–31.                         |         |                                                                    |         | The Forum, Inglewood Zuschauer: 10.063 Schiedsrichter: Felipe (PHI), Nar Zanolin (CAN) |
| 29. Juli 1984 | Punkte: Riva 26 Rebounds: Vecchiato 6 Assists: Marzorati 6 |         | Punkte: Khaled, Soliman 15 Rebounds: Soliman 8 Assists: Al-Khair 6 |         | The Forum, Inglewood Zuschauer: 10.063 Schiedsrichter: Felipe (PHI), Nar Zanolin (CAN) |
| 29. Juli 1984 |                                                            |         |                                                                    |         | The Forum, Inglewood Zuschauer: 10.063 Schiedsrichter: Felipe (PHI), Nar Zanolin (CAN) |

| 29. Juli 1984 |                                                                            | Jugoslawien | 96 – 83                                                      | BR Deutschland | The Forum, Inglewood Zuschauer: 13.248 Schiedsrichter: Cabrero (ESP), Manny Reynoso (USA) |
| 29. Juli 1984 | Punkte pro Halbzeit: 49–41, 47–42.                                         |             |                                                              |                | The Forum, Inglewood Zuschauer: 13.248 Schiedsrichter: Cabrero (ESP), Manny Reynoso (USA) |
| 29. Juli 1984 | Punkte: Dražen Dalipagić 29 Rebounds: D. Petrović 9 Assists: D. Petrović 8 |             | Punkte: Schrempf 30 Rebounds: Schrempf 9 Assists: Schrempf 6 |                | The Forum, Inglewood Zuschauer: 13.248 Schiedsrichter: Cabrero (ESP), Manny Reynoso (USA) |
| 29. Juli 1984 |                                                                            |             |                                                              |                | The Forum, Inglewood Zuschauer: 13.248 Schiedsrichter: Cabrero (ESP), Manny Reynoso (USA) |

| 29. Juli 1984 |                                                               | Australien | 76 – 72                                                         | Brasilien | The Forum, Inglewood Zuschauer: 10.746 Schiedsrichter: Hank Nichols (USA), Yvan Mainini (FRA) |
| 29. Juli 1984 | Punkte pro Halbzeit: 34–38, 42–34.                            |            |                                                                 |           | The Forum, Inglewood Zuschauer: 10.746 Schiedsrichter: Hank Nichols (USA), Yvan Mainini (FRA) |
| 29. Juli 1984 | Punkte: Smyth 22 Rebounds: Sengstock 6 Assists: Gaze, Smyth 4 |            | Punkte: Israel 16 Rebounds: Israel 15 Assists: Cadum, Adilson 3 |           | The Forum, Inglewood Zuschauer: 10.746 Schiedsrichter: Hank Nichols (USA), Yvan Mainini (FRA) |
| 29. Juli 1984 |                                                               |            |                                                                 |           | The Forum, Inglewood Zuschauer: 10.746 Schiedsrichter: Hank Nichols (USA), Yvan Mainini (FRA) |

| 30. Juli 1984 |                                                           | Italien | 80 – 72                                                | BR Deutschland | The Forum, Inglewood Zuschauer: 7538 Schiedsrichter: Donato Rivas (URU), Ramón Fraixedes (ARG) |
| 30. Juli 1984 | Punkte pro Halbzeit: 33–39, 47–33.                        |         |                                                        |                | The Forum, Inglewood Zuschauer: 7538 Schiedsrichter: Donato Rivas (URU), Ramón Fraixedes (ARG) |
| 30. Juli 1984 | Punkte: Riva 17 Rebounds: Villalta 6 Assists: Sacchetti 4 |         | Punkte: Blab 15 Rebounds: Schrempf 9 Assists: Peters 4 |                | The Forum, Inglewood Zuschauer: 7538 Schiedsrichter: Donato Rivas (URU), Ramón Fraixedes (ARG) |
| 30. Juli 1984 |                                                           |         |                                                        |                | The Forum, Inglewood Zuschauer: 7538 Schiedsrichter: Donato Rivas (URU), Ramón Fraixedes (ARG) |

| 30. Juli 1984 |                                                            | Brasilien | 91 – 82                                                  | Ägypten | The Forum, Inglewood Zuschauer: 12.081 Schiedsrichter: Lo Ching (CHN), Solano (MEX) |
| 30. Juli 1984 | Punkte pro Halbzeit: 45–43, 46–39.                         |           |                                                          |         | The Forum, Inglewood Zuschauer: 12.081 Schiedsrichter: Lo Ching (CHN), Solano (MEX) |
| 30. Juli 1984 | Punkte: Schmidt 32 Rebounds: Israel 7 Assists: Guimarães 5 |           | Punkte: Soliman 29 Rebounds: Soliman 11 Assists: Warda 8 |         | The Forum, Inglewood Zuschauer: 12.081 Schiedsrichter: Lo Ching (CHN), Solano (MEX) |
| 30. Juli 1984 |                                                            |           |                                                          |         | The Forum, Inglewood Zuschauer: 12.081 Schiedsrichter: Lo Ching (CHN), Solano (MEX) |

| 30. Juli 1984 |                                                                       | Jugoslawien | 94 – 64                                                                         | Australien | The Forum, Inglewood Zuschauer: 6286 Schiedsrichter: Donald Cline (CAN), Ľubomír Kotleba (TCH) |
| 30. Juli 1984 | Punkte pro Halbzeit: 39–28, 55–36.                                    |             |                                                                                 |            | The Forum, Inglewood Zuschauer: 6286 Schiedsrichter: Donald Cline (CAN), Ľubomír Kotleba (TCH) |
| 30. Juli 1984 | Punkte: D. Petrović 22 Rebounds: Radovanović 7 Assists: A. Petrović 4 |             | Punkte: Borner 15 Rebounds: Dalgleish, Sengstock 7 Assists: Davies, Dalgleish 2 |            | The Forum, Inglewood Zuschauer: 6286 Schiedsrichter: Donald Cline (CAN), Ľubomír Kotleba (TCH) |
| 30. Juli 1984 |                                                                       |             |                                                                                 |            | The Forum, Inglewood Zuschauer: 6286 Schiedsrichter: Donald Cline (CAN), Ľubomír Kotleba (TCH) |

| 1. August 1984 |                                                        | Australien | 67 – 66                                                     | BR Deutschland | The Forum, Inglewood Zuschauer: 8298 Schiedsrichter: David Dagan (ISR), Nar Zanolin (CAN) |
| 1. August 1984 | Punkte pro Halbzeit: 31–36, 36–30.                     |            |                                                             |                | The Forum, Inglewood Zuschauer: 8298 Schiedsrichter: David Dagan (ISR), Nar Zanolin (CAN) |
| 1. August 1984 | Punkte: Davies 20 Rebounds: Carroll 7 Assists: Smyth 9 |            | Punkte: Schrempf 19 Rebounds: Zander 12 Assists: Schrempf 5 |                | The Forum, Inglewood Zuschauer: 8298 Schiedsrichter: David Dagan (ISR), Nar Zanolin (CAN) |
| 1. August 1984 |                                                        |            |                                                             |                | The Forum, Inglewood Zuschauer: 8298 Schiedsrichter: David Dagan (ISR), Nar Zanolin (CAN) |

| 1. August 1984 |                                                           | Jugoslawien | 100 – 69                                                    | Ägypten | The Forum, Inglewood Zuschauer: 12.799 Schiedsrichter: Chang Hwanjang (CHN), Vachjara (THA) |
| 1. August 1984 | Punkte pro Halbzeit: 56–31, 55–36.                        |             |                                                             |         | The Forum, Inglewood Zuschauer: 12.799 Schiedsrichter: Chang Hwanjang (CHN), Vachjara (THA) |
| 1. August 1984 | Punkte: Sunara 29 Rebounds: Sunara 19 Assists: Petrović 6 |             | Punkte: Soliman 19 Rebounds: Soliman 10 Assists: Al-Khair 7 |         | The Forum, Inglewood Zuschauer: 12.799 Schiedsrichter: Chang Hwanjang (CHN), Vachjara (THA) |
| 1. August 1984 |                                                           |             |                                                             |         | The Forum, Inglewood Zuschauer: 12.799 Schiedsrichter: Chang Hwanjang (CHN), Vachjara (THA) |

| 1. August 1984 |                                                           | Italien | 89 – 78                                                             | Brasilien | The Forum, Inglewood Zuschauer: 11.802 Schiedsrichter: Donald Cline (CAN), Manny Reynoso (USA) |
| 1. August 1984 | Punkte pro Halbzeit: 43–44, 46–34.                        |         |                                                                     |           | The Forum, Inglewood Zuschauer: 11.802 Schiedsrichter: Donald Cline (CAN), Manny Reynoso (USA) |
| 1. August 1984 | Punkte: Riva 20 Rebounds: Meneghin 9 Assists: Sacchetti 5 |         | Punkte: Schmidt 25 Rebounds: Schmidt 8 Assists: Israel, Guimarães 4 |           | The Forum, Inglewood Zuschauer: 11.802 Schiedsrichter: Donald Cline (CAN), Manny Reynoso (USA) |
| 1. August 1984 |                                                           |         |                                                                     |           | The Forum, Inglewood Zuschauer: 11.802 Schiedsrichter: Donald Cline (CAN), Manny Reynoso (USA) |

| 2. August 1984 |                                                              | BR Deutschland | 85 – 58                                                        | Ägypten | The Forum, Inglewood Zuschauer: 6441 Schiedsrichter: Manny Reynoso (USA), Yang (KOR) |
| 2. August 1984 | Punkte pro Halbzeit: 40–24, 45–34.                           |                |                                                                |         | The Forum, Inglewood Zuschauer: 6441 Schiedsrichter: Manny Reynoso (USA), Yang (KOR) |
| 2. August 1984 | Punkte: Welp 14 Rebounds: Schrempf, Sowa 8 Assists: Körner 7 |                | Punkte: Soliman 26 Rebounds: Soliman, Warda 7 Assists: Warda 4 |         | The Forum, Inglewood Zuschauer: 6441 Schiedsrichter: Manny Reynoso (USA), Yang (KOR) |
| 2. August 1984 |                                                              |                |                                                                |         | The Forum, Inglewood Zuschauer: 6441 Schiedsrichter: Manny Reynoso (USA), Yang (KOR) |

| 2. August 1984 |                                                                      | Jugoslawien | 98 – 85                                                           | Brasilien | The Forum, Inglewood Zuschauer: 11.965 Schiedsrichter: Kostas Rigas (GRE), Nar Zanolin (CAN) |
| 2. August 1984 | Punkte pro Halbzeit: 55–50, 43–35.                                   |             |                                                                   |           | The Forum, Inglewood Zuschauer: 11.965 Schiedsrichter: Kostas Rigas (GRE), Nar Zanolin (CAN) |
| 2. August 1984 | Punkte: Radovanović 28 Rebounds: Radovanović 12 Assists: Dalipagić 4 |             | Punkte: Schmidt 28 Rebounds: Marquinhos 11 Assists: Carioquinha 4 |           | The Forum, Inglewood Zuschauer: 11.965 Schiedsrichter: Kostas Rigas (GRE), Nar Zanolin (CAN) |
| 2. August 1984 |                                                                      |             |                                                                   |           | The Forum, Inglewood Zuschauer: 11.965 Schiedsrichter: Kostas Rigas (GRE), Nar Zanolin (CAN) |

| 2. August 1984 |                                                                                 | Italien | 93 – 82                                                         | Australien | The Forum, Inglewood Zuschauer: 9312 Schiedsrichter: Hank Nichols (USA), Hernández (ESP) |
| 2. August 1984 | Punkte pro Halbzeit: 48–48, 45–34.                                              |         |                                                                 |            | The Forum, Inglewood Zuschauer: 9312 Schiedsrichter: Hank Nichols (USA), Hernández (ESP) |
| 2. August 1984 | Punkte: Riva 31 Rebounds: Meneghin, Villalta 11 Assists: Caglieris, Sacchetti 3 |         | Punkte: Smyth 15 Rebounds: Borner 6 Assists: Sengstock, Smyth 3 |            | The Forum, Inglewood Zuschauer: 9312 Schiedsrichter: Hank Nichols (USA), Hernández (ESP) |
| 2. August 1984 |                                                                                 |         |                                                                 |            | The Forum, Inglewood Zuschauer: 9312 Schiedsrichter: Hank Nichols (USA), Hernández (ESP) |

| 4. August 1984 |                                                       | Australien | 94 – 78                                                  | Ägypten | The Forum, Inglewood Zuschauer: 13.574 Schiedsrichter: Marcial Paredes (PER), Zdravko Kurilić (YUG) |
| 4. August 1984 | Punkte pro Halbzeit: 38–37, 56–41.                    |            |                                                          |         | The Forum, Inglewood Zuschauer: 13.574 Schiedsrichter: Marcial Paredes (PER), Zdravko Kurilić (YUG) |
| 4. August 1984 | Punkte: Davies 18 Rebounds: Borner 7 Assists: Smyth 7 |            | Punkte: Soliman 37 Rebounds: Soliman 8 Assists: Warda 10 |         | The Forum, Inglewood Zuschauer: 13.574 Schiedsrichter: Marcial Paredes (PER), Zdravko Kurilić (YUG) |
| 4. August 1984 |                                                       |            |                                                          |         | The Forum, Inglewood Zuschauer: 13.574 Schiedsrichter: Marcial Paredes (PER), Zdravko Kurilić (YUG) |

| 4. August 1984 |                                                                  | BR Deutschland | 78 – 75                                                  | Brasilien | The Forum, Inglewood Zuschauer: 12.064 Schiedsrichter: Hank Nichols (USA), Ľubomír Kotleba (TCH) |
| 4. August 1984 | Punkte pro Halbzeit: 41–37, 37–38.                               |                |                                                          |           | The Forum, Inglewood Zuschauer: 12.064 Schiedsrichter: Hank Nichols (USA), Ľubomír Kotleba (TCH) |
| 4. August 1984 | Punkte: Schrempf 36 Rebounds: Schrempf, Welp 7 Assists: Peters 4 |                | Punkte: Schmidt 17 Rebounds: Israel 11 Assists: Marcel 3 |           | The Forum, Inglewood Zuschauer: 12.064 Schiedsrichter: Hank Nichols (USA), Ľubomír Kotleba (TCH) |
| 4. August 1984 |                                                                  |                |                                                          |           | The Forum, Inglewood Zuschauer: 12.064 Schiedsrichter: Hank Nichols (USA), Ľubomír Kotleba (TCH) |

| 4. August 1984 |                                                                        | Jugoslawien | 69 – 65                                                                    | Italien | The Forum, Inglewood Zuschauer: 12.836 Schiedsrichter: Kostas Rigas (GRE), Manny Reynoso (USA) |
| 4. August 1984 | Punkte pro Halbzeit: 34–28, 35–37.                                     |             |                                                                            |         | The Forum, Inglewood Zuschauer: 12.836 Schiedsrichter: Kostas Rigas (GRE), Manny Reynoso (USA) |
| 4. August 1984 | Punkte: Dalipagić 19 Rebounds: Dalipagić, Nakić 8 Assists: Dalipagić 6 |             | Punkte: Meneghin 18 Rebounds: Magnifico 10 Assists: Caglieris, Magnifico 3 |         | The Forum, Inglewood Zuschauer: 12.836 Schiedsrichter: Kostas Rigas (GRE), Manny Reynoso (USA) |
| 4. August 1984 |                                                                        |             |                                                                            |         | The Forum, Inglewood Zuschauer: 12.836 Schiedsrichter: Kostas Rigas (GRE), Manny Reynoso (USA) |

### Gruppe B
| Platz | Team               | Spiele | Siege | Ndlg. | Körbe   | Diff. | Punkte | Qualifikation  |
| ----- | ------------------ | ------ | ----- | ----- | ------- | ----- | ------ | -------------- |
| 1.    | Vereinigte Staaten | 5      | 5     | 0     | 511:315 | +196  | 10     | Viertelfinale  |
| 2.    | Spanien            | 5      | 4     | 1     | 457:438 | +19   | 9      | Viertelfinale  |
| 3.    | Kanada             | 5      | 3     | 2     | 462:401 | +61   | 8      | Viertelfinale  |
| 4.    | Uruguay            | 5      | 2     | 3     | 403:460 | −57   | 7      | Viertelfinale  |
| 5.    | China              | 5      | 1     | 4     | 364:477 | −113  | 6      | Platz 9 bis 12 |
| 6.    | Frankreich         | 5      | 0     | 5     | 383:489 | −106  | 5      | Platz 9 bis 12 |

| 29. Juli 1984 |                                                       | Uruguay | 91 – 87                                                        | Frankreich | The Forum, Inglewood Zuschauer: 10.063 Schiedsrichter: Marcial Paredes (PER), Pieter van der Willige (NED) |
| 29. Juli 1984 | Punkte pro Halbzeit: 35–41, 38–32.. Overtime/s: 18–14 |         |                                                                |            | The Forum, Inglewood Zuschauer: 10.063 Schiedsrichter: Marcial Paredes (PER), Pieter van der Willige (NED) |
| 29. Juli 1984 | Punkte: López 30 Rebounds: López 12 Assists: López 4  |         | Punkte: Szanyiel 16 Rebounds: Ostrowski 13 Assists: Sénégal 12 |            | The Forum, Inglewood Zuschauer: 10.063 Schiedsrichter: Marcial Paredes (PER), Pieter van der Willige (NED) |
| 29. Juli 1984 |                                                       |         |                                                                |            | The Forum, Inglewood Zuschauer: 10.063 Schiedsrichter: Marcial Paredes (PER), Pieter van der Willige (NED) |

| 29. Juli 1984 |                                                             | Vereinigte Staaten | 97 – 49                                              | China | The Forum, Inglewood Zuschauer: 13.248 Schiedsrichter: Kostas Rigas (GRE), Zdravko Kurilić (YUG) |
| 29. Juli 1984 | Punkte pro Halbzeit: 50–29, 47–20.                          |                    |                                                      |       | The Forum, Inglewood Zuschauer: 13.248 Schiedsrichter: Kostas Rigas (GRE), Zdravko Kurilić (YUG) |
| 29. Juli 1984 | Punkte: Robertson 18 Rebounds: Robertson 6 Assists: Wood 10 |                    | Punkte: Wang Libin 11 Rebounds: Sun 6 Assists: Sun 4 |       | The Forum, Inglewood Zuschauer: 13.248 Schiedsrichter: Kostas Rigas (GRE), Zdravko Kurilić (YUG) |
| 29. Juli 1984 |                                                             |                    |                                                      |       | The Forum, Inglewood Zuschauer: 13.248 Schiedsrichter: Kostas Rigas (GRE), Zdravko Kurilić (YUG) |

| 29. Juli 1984 |                                                                             | Spanien | 83 – 82                                                  | Kanada | The Forum, Inglewood Zuschauer: 10.746 Schiedsrichter: David Dagan (ISR), Eddie Crouch (AUS) |
| 29. Juli 1984 | Punkte pro Halbzeit: 45–40, 38–42.                                          |         |                                                          |        | The Forum, Inglewood Zuschauer: 10.746 Schiedsrichter: David Dagan (ISR), Eddie Crouch (AUS) |
| 29. Juli 1984 | Punkte: Fernando Martín 27 Rebounds: Jiménez 10 Assists: López, Solozábal 5 |         | Punkte: Triano 19 Rebounds: Wiltjer 13 Assists: Triano 4 |        | The Forum, Inglewood Zuschauer: 10.746 Schiedsrichter: David Dagan (ISR), Eddie Crouch (AUS) |
| 29. Juli 1984 |                                                                             |         |                                                          |        | The Forum, Inglewood Zuschauer: 10.746 Schiedsrichter: David Dagan (ISR), Eddie Crouch (AUS) |

| 31. Juli 1984 |                                                       | China | 85 – 83                                                     | Frankreich | The Forum, Inglewood Zuschauer: 7538 Schiedsrichter: Eddie Crouch (AUS), Radoslav Petrović (YUG) |
| 31. Juli 1984 | Punkte pro Halbzeit: 39–48, 46–35.                    |       |                                                             |            | The Forum, Inglewood Zuschauer: 7538 Schiedsrichter: Eddie Crouch (AUS), Radoslav Petrović (YUG) |
| 31. Juli 1984 | Punkte: Li 31 Rebounds: Wang Libin 14 Assists: Sun 14 |       | Punkte: Dacoury 20 Rebounds: Szanyiel 11 Assists: Sénégal 9 |            | The Forum, Inglewood Zuschauer: 7538 Schiedsrichter: Eddie Crouch (AUS), Radoslav Petrović (YUG) |
| 31. Juli 1984 |                                                       |       |                                                             |            | The Forum, Inglewood Zuschauer: 7538 Schiedsrichter: Eddie Crouch (AUS), Radoslav Petrović (YUG) |

| 31. Juli 1984 |                                                                  | Vereinigte Staaten | 89 – 68                                                                         | Kanada | The Forum, Inglewood Schiedsrichter: Ľubomír Kotleba (TCH), Vittorio Paolo Fiorito (ITA) |
| 31. Juli 1984 | Punkte pro Halbzeit: 43–28, 46–40.                               |                    |                                                                                 |        | The Forum, Inglewood Schiedsrichter: Ľubomír Kotleba (TCH), Vittorio Paolo Fiorito (ITA) |
| 31. Juli 1984 | Punkte: Jordan 20 Rebounds: Robertson, Tisdale 6 Assists: Wood 8 |                    | Punkte: Kazanowski, Wiltjer 11 Rebounds: Wiltjer 8 Assists: Pasquale, Wiltjer 3 |        | The Forum, Inglewood Schiedsrichter: Ľubomír Kotleba (TCH), Vittorio Paolo Fiorito (ITA) |
| 31. Juli 1984 |                                                                  |                    |                                                                                 |        | The Forum, Inglewood Schiedsrichter: Ľubomír Kotleba (TCH), Vittorio Paolo Fiorito (ITA) |

| 31. Juli 1984 |                                                               | Uruguay | 90 – 107                                                     | Spanien | The Forum, Inglewood Zuschauer: 6286 Schiedsrichter: Ernest Holden (AUS), Kostas Rigas |
| 31. Juli 1984 | Punkte pro Halbzeit: 43–58, 47–49.                            |         |                                                              |         | The Forum, Inglewood Zuschauer: 6286 Schiedsrichter: Ernest Holden (AUS), Kostas Rigas |
| 31. Juli 1984 | Punkte: Epi 33 Rebounds: Romay 10 Assists: López, Solozábal 6 |         | Punkte: Ruiz 29 Rebounds: Pierri 9 Assists: López, Peinado 4 |         | The Forum, Inglewood Zuschauer: 6286 Schiedsrichter: Ernest Holden (AUS), Kostas Rigas |
| 31. Juli 1984 |                                                               |         |                                                              |         | The Forum, Inglewood Zuschauer: 6286 Schiedsrichter: Ernest Holden (AUS), Kostas Rigas |

| 1. August 1984 |                                             | China | 80 – 121                                               | Kanada | The Forum, Inglewood Zuschauer: 8298 Schiedsrichter: Ernest Holden (AUS), Metzger (AUS) |
| 1. August 1984 | Punkte pro Halbzeit: 32–59, 48–62.          |       |                                                        |        | The Forum, Inglewood Zuschauer: 8298 Schiedsrichter: Ernest Holden (AUS), Metzger (AUS) |
| 1. August 1984 | Punkte: Lu 16 Rebounds: Liu 6 Assists: Li 6 |       | Punkte: Simms 16 Rebounds: Meagher 7 Assists: Kelsey 6 |        | The Forum, Inglewood Zuschauer: 8298 Schiedsrichter: Ernest Holden (AUS), Metzger (AUS) |
| 1. August 1984 |                                             |       |                                                        |        | The Forum, Inglewood Zuschauer: 8298 Schiedsrichter: Ernest Holden (AUS), Metzger (AUS) |

| 1. August 1984 |                                                       | Vereinigte Staaten | 104 – 68                                                     | Uruguay | The Forum, Inglewood Zuschauer: 12.799 Schiedsrichter: Felipe (PHI), Radoslav Petrović (YUG) |
| 1. August 1984 | Punkte pro Halbzeit: 58–37, 46–31.                    |                    |                                                              |         | The Forum, Inglewood Zuschauer: 12.799 Schiedsrichter: Felipe (PHI), Radoslav Petrović (YUG) |
| 1. August 1984 | Punkte: Ewing 17 Rebounds: Tisdale 10 Assists: Wood 9 |                    | Punkte: López 24 Rebounds: López, Núñez 7 Assists: Peinado 5 |         | The Forum, Inglewood Zuschauer: 12.799 Schiedsrichter: Felipe (PHI), Radoslav Petrović (YUG) |
| 1. August 1984 |                                                       |                    |                                                              |         | The Forum, Inglewood Zuschauer: 12.799 Schiedsrichter: Felipe (PHI), Radoslav Petrović (YUG) |

| 1. August 1984 |                                                             | Frankreich | 82 – 97                                                                     | Spanien | The Forum, Inglewood Zuschauer: 11.802 Schiedsrichter: Vittorio Paolo Fiorito (ITA), Zdravko Kurilić (YUG) |
| 1. August 1984 | Punkte pro Halbzeit: 47–58, 35–39.                          |            |                                                                             |         | The Forum, Inglewood Zuschauer: 11.802 Schiedsrichter: Vittorio Paolo Fiorito (ITA), Zdravko Kurilić (YUG) |
| 1. August 1984 | Punkte: Szanyiel 25 Rebounds: Szanyiel 9 Assists: Beugnot 4 |            | Punkte: Epi, Martín 23 Rebounds: Jiménez, Martín 9 Assists: Epi, Corbalán 7 |         | The Forum, Inglewood Zuschauer: 11.802 Schiedsrichter: Vittorio Paolo Fiorito (ITA), Zdravko Kurilić (YUG) |
| 1. August 1984 |                                                             |            |                                                                             |         | The Forum, Inglewood Zuschauer: 11.802 Schiedsrichter: Vittorio Paolo Fiorito (ITA), Zdravko Kurilić (YUG) |

| 3. August 1984 |                                                      | China | 82 – 102                                                 | Spanien | The Forum, Inglewood Zuschauer: 7532 Schiedsrichter: Carlos Dias (BRA), Donato Rivas (URU) |
| 3. August 1984 | Punkte pro Halbzeit: 38–50, 45–52.                   |       |                                                          |         | The Forum, Inglewood Zuschauer: 7532 Schiedsrichter: Carlos Dias (BRA), Donato Rivas (URU) |
| 3. August 1984 | Punkte: Liu 32 Rebounds: Zhang 5 Assists: Lu, Sun 10 |       | Punkte: López 20 Rebounds: Romay 7 Assists: Solozábal 10 |         | The Forum, Inglewood Zuschauer: 7532 Schiedsrichter: Carlos Dias (BRA), Donato Rivas (URU) |
| 3. August 1984 |                                                      |       |                                                          |         | The Forum, Inglewood Zuschauer: 7532 Schiedsrichter: Carlos Dias (BRA), Donato Rivas (URU) |

| 3. August 1984 |                                                      | Vereinigte Staaten | 120 – 62                                                      | Frankreich | The Forum, Inglewood Zuschauer: 12.692 Schiedsrichter: David Dagan (ISR), Ramón Fraixedes (ARG) |
| 3. August 1984 | Punkte pro Halbzeit: 57–25, 63–37.                   |                    |                                                               |            | The Forum, Inglewood Zuschauer: 12.692 Schiedsrichter: David Dagan (ISR), Ramón Fraixedes (ARG) |
| 3. August 1984 | Punkte: Alford 18 Rebounds: Ewing 6 Assists: Wood 10 |                    | Punkte: Dubuisson 18 Rebounds: Ostrowski 5 Assists: Monclar 3 |            | The Forum, Inglewood Zuschauer: 12.692 Schiedsrichter: David Dagan (ISR), Ramón Fraixedes (ARG) |
| 3. August 1984 |                                                      |                    |                                                               |            | The Forum, Inglewood Zuschauer: 12.692 Schiedsrichter: David Dagan (ISR), Ramón Fraixedes (ARG) |

| 3. August 1984 |                                                                | Kanada | 95 – 80                                             | Uruguay | The Forum, Inglewood Zuschauer: 13.386 Schiedsrichter: Hank Nichols (USA), Ľubomír Kotleba (TCH) |
| 3. August 1984 | Punkte pro Halbzeit: 46–47, 49–33.                             |        |                                                     |         | The Forum, Inglewood Zuschauer: 13.386 Schiedsrichter: Hank Nichols (USA), Ľubomír Kotleba (TCH) |
| 3. August 1984 | Punkte: Kazanowski 24 Rebounds: Wiltjer 14 Assists: Pasquale 5 |        | Punkte: Ruiz 29 Rebounds: López 12 Assists: López 8 |         | The Forum, Inglewood Zuschauer: 13.386 Schiedsrichter: Hank Nichols (USA), Ľubomír Kotleba (TCH) |
| 3. August 1984 |                                                                |        |                                                     |         | The Forum, Inglewood Zuschauer: 13.386 Schiedsrichter: Hank Nichols (USA), Ľubomír Kotleba (TCH) |

| 4. August 1984 |                                                         | Vereinigte Staaten | 101 – 68                                             | Spanien | The Forum, Inglewood Zuschauer: 13.574 Schiedsrichter: Donald Cline (USA), Yvan Mainini (FRA) |
| 4. August 1984 | Punkte pro Halbzeit: 46–41, 55–27.                      |                    |                                                      |         | The Forum, Inglewood Zuschauer: 13.574 Schiedsrichter: Donald Cline (USA), Yvan Mainini (FRA) |
| 4. August 1984 | Punkte: Jordan 24 Rebounds: Perkins 11 Assists: Wood 12 |                    | Punkte: Epi 17 Rebounds: Romay 5 Assists: Corbalán 5 |         | The Forum, Inglewood Zuschauer: 13.574 Schiedsrichter: Donald Cline (USA), Yvan Mainini (FRA) |
| 4. August 1984 |                                                         |                    |                                                      |         | The Forum, Inglewood Zuschauer: 13.574 Schiedsrichter: Donald Cline (USA), Yvan Mainini (FRA) |

| 4. August 1984 | | Kanada | 96 – 69                                                      | Frankreich | The Forum, Inglewood Zuschauer: 12.064 Schiedsrichter: Khlairawd (THA), Pieter van der Willige (NED) |
| 4. August 1984 | Punkte pro Halbzeit: 40–31, 56–38.                                                                 |        |                                                              |            | The Forum, Inglewood Zuschauer: 12.064 Schiedsrichter: Khlairawd (THA), Pieter van der Willige (NED) |
| 4. August 1984 | Punkte: Beugnot 20 Rebounds: Beugnot, Ostrowski, Szanyiel 5 Assists: Beugnot, Ostrowski, Dacoury 2 |        | Punkte: Triano 24 Rebounds: Kazanowski 9 Assists: Pasquale 5 |            | The Forum, Inglewood Zuschauer: 12.064 Schiedsrichter: Khlairawd (THA), Pieter van der Willige (NED) |
| 4. August 1984 | |        |                                                              |            | The Forum, Inglewood Zuschauer: 12.064 Schiedsrichter: Khlairawd (THA), Pieter van der Willige (NED) |

| 4. August 1984 |                                               | China | 67 – 74                                              | Uruguay | The Forum, Inglewood Zuschauer: 12.836 Schiedsrichter: Eddie Crouch (AUS), Vittorio Paolo Fiorito (ITA) |
| 4. August 1984 | Punkte pro Halbzeit: 24–37, 43–37.            |       |                                                      |         | The Forum, Inglewood Zuschauer: 12.836 Schiedsrichter: Eddie Crouch (AUS), Vittorio Paolo Fiorito (ITA) |
| 4. August 1984 | Punkte: Liu 25 Rebounds: Hu 14 Assists: Sun 7 |       | Punkte: López 19 Rebounds: Núñez 13 Assists: López 8 |         | The Forum, Inglewood Zuschauer: 12.836 Schiedsrichter: Eddie Crouch (AUS), Vittorio Paolo Fiorito (ITA) |
| 4. August 1984 |                                               |       |                                                      |         | The Forum, Inglewood Zuschauer: 12.836 Schiedsrichter: Eddie Crouch (AUS), Vittorio Paolo Fiorito (ITA) |

## Finalrunde
|  | Viertelfinale | Viertelfinale      | Viertelfinale |  |  | Halbfinale | Halbfinale         | Halbfinale |  |  | Finale          | Finale             | Finale          |
|  |               |                    |               |  |  |            |                    |            |  |  |                 |                    |                 |
|  | A1            | Jugoslawien        | 110           |  |  |            |                    |            |  |  |                 |                    |                 |
|  | B4            | Uruguay            | 82            |  |  |            |                    |            |  |  |                 |                    |                 |
|  |               |                    |               |  |  | A1         | Jugoslawien        | 61         |  |  |                 |                    |                 |
|  |               |                    |               |  |  | B2         | Spanien            | 74         |  |  |                 |                    |                 |
|  | B2            | Spanien            | 101           |  |  |            |                    |            |  |  |                 |                    |                 |
|  | A3            | Australien         | 93            |  |  |            |                    |            |  |  |                 |                    |                 |
|  |               |                    |               |  |  |            |                    |            |  |  | B2              | Spanien            | 65              |
|  |               |                    |               |  |  |            |                    |            |  |  | B1              | Vereinigte Staaten | 96              |
|  | B1            | Vereinigte Staaten | 78            |  |  |            |                    |            |  |  |                 |                    |                 |
|  | A4            | BR Deutschland     | 67            |  |  |            |                    |            |  |  |                 |                    |                 |
|  |               |                    |               |  |  | B1         | Vereinigte Staaten | 78         |  |  |                 |                    |                 |
|  |               |                    |               |  |  | B3         | Kanada             | 59         |  |  | Spiel um Bronze | Spiel um Bronze    | Spiel um Bronze |
|  | A2            | Italien            | 72            |  |  |            |                    |            |  |  | A1              | Jugoslawien        | 88              |
|  | B3            | Kanada             | 78            |  |  |            |                    |            |  |  | B3              | Kanada             | 82              |

Platzierungsrunde 5 bis 8
|  | Platzierungsspiele | Platzierungsspiele | Platzierungsspiele |                  |  | Spiel um Platz 5 | Spiel um Platz 5 | Spiel um Platz 5 |
|  |                    |                    |                    |                  |  |                  |                  |                  |
|  |                    |                    |                    |                  |  |                  |                  |                  |
|  | A3                 | Australien         | 95                 |                  |  |                  |                  |                  |
|  | B4                 | Uruguay            | 101                |                  |  | B4               | Uruguay          | 102              |
|  |                    |                    |                    |                  |  | A2               | Italien          | 111              |
|  |                    |                    |                    |                  |  |                  |                  |                  |
|  |                    |                    |                    | Spiel um Platz 7 |  |                  |                  |                  |
|  | A2                 | Italien            | 98                 |                  |  |                  |                  |                  |
|  | A4                 | BR Deutschland     | 71                 |                  |  | A3               | Australien       | 83               |
|  |                    |                    |                    |                  |  | A4               | BR Deutschland   | 78               |
|  |                    |                    |                    |                  |  |                  |                  |                  |

Platzierungsrunde 9 bis 12
|  | Platzierungsspiele | Platzierungsspiele | Platzierungsspiele |                   |  | Spiel um Platz 9 | Spiel um Platz 9 | Spiel um Platz 9 |
|  |                    |                    |                    |                   |  |                  |                  |                  |
|  |                    |                    |                    |                   |  |                  |                  |                  |
|  | A5                 | Brasilien          | 100                |                   |  |                  |                  |                  |
|  | B6                 | Frankreich         | 86                 |                   |  | A5               | Brasilien        | 86               |
|  |                    |                    |                    |                   |  | B5               | China            | 76               |
|  |                    |                    |                    |                   |  |                  |                  |                  |
|  |                    |                    |                    | Spiel um Platz 11 |  |                  |                  |                  |
|  | B5                 | China              | 76                 |                   |  |                  |                  |                  |
|  | A6                 | Ägypten            | 73                 |                   |  | B6               | Frankreich       | 102              |
|  |                    |                    |                    |                   |  | A6               | Ägypten          | 78               |
|  |                    |                    |                    |                   |  |                  |                  |                  |

### Viertelfinale
| 6. August 1984 |                                                                | Jugoslawien | 110 – 82                                                      | Uruguay | The Forum, Inglewood Zuschauer: 10.432 Schiedsrichter: Donald Cline (CAN), Yvan Mainini (FRA) |
| 6. August 1984 | Punkte pro Halbzeit: 53–38, 57–44.                             |             |                                                               |         | The Forum, Inglewood Zuschauer: 10.432 Schiedsrichter: Donald Cline (CAN), Yvan Mainini (FRA) |
| 6. August 1984 | Punkte: Dalipagić 24 Rebounds: Nakić 10 Assists: D. Petrović 8 |             | Punkte: López 27 Rebounds: López 11 Assists: López, Peinado 5 |         | The Forum, Inglewood Zuschauer: 10.432 Schiedsrichter: Donald Cline (CAN), Yvan Mainini (FRA) |
| 6. August 1984 |                                                                |             |                                                               |         | The Forum, Inglewood Zuschauer: 10.432 Schiedsrichter: Donald Cline (CAN), Yvan Mainini (FRA) |

| 6. August 1984 |                                                              | Kanada | 78 – 72                                                        | Italien | The Forum, Inglewood Zuschauer: 10.432 Schiedsrichter: Hank Nichols (USA), Hernández (ESP) |
| 6. August 1984 | Punkte pro Halbzeit: 37–43, 41–29.                           |        |                                                                |         | The Forum, Inglewood Zuschauer: 10.432 Schiedsrichter: Hank Nichols (USA), Hernández (ESP) |
| 6. August 1984 | Punkte: Triano 25 Rebounds: Kazanowski 6 Assists: Pasquale 7 |        | Punkte: Villalta 16 Rebounds: Villalta 6 Assists: Brunamonti 6 |         | The Forum, Inglewood Zuschauer: 10.432 Schiedsrichter: Hank Nichols (USA), Hernández (ESP) |
| 6. August 1984 |                                                              |        |                                                                |         | The Forum, Inglewood Zuschauer: 10.432 Schiedsrichter: Hank Nichols (USA), Hernández (ESP) |

| 6. August 1984 |                                                                         | Spanien | 101 – 93                                                  | Australien | The Forum, Inglewood Zuschauer: 12.876 Schiedsrichter: Manny Reynoso (USA), Nar Zanolin (CAN) |
| 6. August 1984 | Punkte pro Halbzeit: 45–38, 56–55.                                      |         |                                                           |            | The Forum, Inglewood Zuschauer: 12.876 Schiedsrichter: Manny Reynoso (USA), Nar Zanolin (CAN) |
| 6. August 1984 | Punkte: Martín, Epi 25 Rebounds: Andrés Jiménez, López 5 Assists: Epi 6 |         | Punkte: Davies 20 Rebounds: Sengstock 9 Assists: Davies 6 |            | The Forum, Inglewood Zuschauer: 12.876 Schiedsrichter: Manny Reynoso (USA), Nar Zanolin (CAN) |
| 6. August 1984 |                                                                         |         |                                                           |            | The Forum, Inglewood Zuschauer: 12.876 Schiedsrichter: Manny Reynoso (USA), Nar Zanolin (CAN) |

| 6. August 1984 |                                                                 | Vereinigte Staaten | 78 – 67                                                            | BR Deutschland | The Forum, Inglewood Zuschauer: 12.876 Schiedsrichter: Ramón Fraixedes (ARG), Zdravko Kurilić (YUG) |
| 6. August 1984 | Punkte pro Halbzeit: 46–32, 32–35.                              |                    |                                                                    |                | The Forum, Inglewood Zuschauer: 12.876 Schiedsrichter: Ramón Fraixedes (ARG), Zdravko Kurilić (YUG) |
| 6. August 1984 | Punkte: Alford 17 Rebounds: Tisdale 8 Assists: Alford, Jordan 3 |                    | Punkte: Schrempf 16 Rebounds: Mendel 7 Assists: Körner, Schrempf 2 |                | The Forum, Inglewood Zuschauer: 12.876 Schiedsrichter: Ramón Fraixedes (ARG), Zdravko Kurilić (YUG) |
| 6. August 1984 |                                                                 |                    |                                                                    |                | The Forum, Inglewood Zuschauer: 12.876 Schiedsrichter: Ramón Fraixedes (ARG), Zdravko Kurilić (YUG) |

### Halbfinale
| 8. August 1984 |                                                          | Spanien | 74 – 61                                                                                       | Jugoslawien | The Forum, Inglewood Zuschauer: 13.642 Schiedsrichter: Donald Cline (CAN), Manny Reynoso (USA) |
| 8. August 1984 | Punkte pro Halbzeit: 35–40, 39–21.                       |         |                                                                                               |             | The Forum, Inglewood Zuschauer: 13.642 Schiedsrichter: Donald Cline (CAN), Manny Reynoso (USA) |
| 8. August 1984 | Punkte: Margall 16 Rebounds: Romay 9 Assists: Llorente 4 |         | Punkte: Dalipagić, D. Petrović 16 Rebounds: Radovanović 8 Assists: A. Petrović, D. Petrović 2 |             | The Forum, Inglewood Zuschauer: 13.642 Schiedsrichter: Donald Cline (CAN), Manny Reynoso (USA) |
| 8. August 1984 |                                                          |         |                                                                                               |             | The Forum, Inglewood Zuschauer: 13.642 Schiedsrichter: Donald Cline (CAN), Manny Reynoso (USA) |

| 8. August 1984 |                                                          | Vereinigte Staaten | 78 – 59                                                            | Kanada | The Forum, Inglewood Zuschauer: 13.642 Schiedsrichter: Yvan Mainini (FRA), Kostas Rigas (GRE) |
| 8. August 1984 | Punkte pro Halbzeit: 43–26, 35–33.                       |                    |                                                                    |        | The Forum, Inglewood Zuschauer: 13.642 Schiedsrichter: Yvan Mainini (FRA), Kostas Rigas (GRE) |
| 8. August 1984 | Punkte: Mullin 20 Rebounds: Perkins 11 Assists: Alford 5 |                    | Punkte: Triano 16 Rebounds: Wiltjer 10 Assists: Kelsey, Pasquale 3 |        | The Forum, Inglewood Zuschauer: 13.642 Schiedsrichter: Yvan Mainini (FRA), Kostas Rigas (GRE) |
| 8. August 1984 |                                                          |                    |                                                                    |        | The Forum, Inglewood Zuschauer: 13.642 Schiedsrichter: Yvan Mainini (FRA), Kostas Rigas (GRE) |

### Platzierungsrunde 9 bis 12
| 5. August 1984 |                                                               | Brasilien | 100 – 86                                                           | Frankreich | The Forum, Inglewood Zuschauer: 11.851 Schiedsrichter: Ernest Holden (AUS), Lo Ching (CHN) |
| 5. August 1984 | Punkte pro Halbzeit: 63–53, 37–33.                            |           |                                                                    |            | The Forum, Inglewood Zuschauer: 11.851 Schiedsrichter: Ernest Holden (AUS), Lo Ching (CHN) |
| 5. August 1984 | Punkte: Schmidt 24 Rebounds: Israel 7 Assists: Cadum, Leite 5 |           | Punkte: Beugnot 20 Rebounds: Beugnot 8 Assists: Monclar, Sénégal 3 |            | The Forum, Inglewood Zuschauer: 11.851 Schiedsrichter: Ernest Holden (AUS), Lo Ching (CHN) |
| 5. August 1984 |                                                               |           |                                                                    |            | The Forum, Inglewood Zuschauer: 11.851 Schiedsrichter: Ernest Holden (AUS), Lo Ching (CHN) |

| 5. August 1984 |                                                     | China | 76 – 73                                                  | Ägypten | The Forum, Inglewood Zuschauer: 12.206 Schiedsrichter: Felipe (PHI), Radoslav Petrović (YUG) |
| 5. August 1984 | Punkte pro Halbzeit: 40–39, 36–34.                  |       |                                                          |         | The Forum, Inglewood Zuschauer: 12.206 Schiedsrichter: Felipe (PHI), Radoslav Petrović (YUG) |
| 5. August 1984 | Punkte: Li 23 Rebounds: Huang, Liu 7 Assists: Sun 8 |       | Punkte: Soliman 22 Rebounds: Soliman 13 Assists: Warda 8 |         | The Forum, Inglewood Zuschauer: 12.206 Schiedsrichter: Felipe (PHI), Radoslav Petrović (YUG) |
| 5. August 1984 |                                                     |       |                                                          |         | The Forum, Inglewood Zuschauer: 12.206 Schiedsrichter: Felipe (PHI), Radoslav Petrović (YUG) |

### Platzierungsrunde 5 bis 8
| 8. August 1984 |                                                    | Uruguay | 101 – 95                                              | Australien | The Forum, Inglewood Zuschauer: 7660 Schiedsrichter: Carlos Dias (BRA), Radoslav Petrović (YUG) |
| 8. August 1984 | Punkte pro Halbzeit: 40–41, 61–54.                 |         |                                                       |            | The Forum, Inglewood Zuschauer: 7660 Schiedsrichter: Carlos Dias (BRA), Radoslav Petrović (YUG) |
| 8. August 1984 | Punkte: Ruiz 28 Rebounds: Núñez 9 Assists: López 5 |         | Punkte: Davies 22 Rebounds: Dalton 9 Assists: Smyth 9 |            | The Forum, Inglewood Zuschauer: 7660 Schiedsrichter: Carlos Dias (BRA), Radoslav Petrović (YUG) |
| 8. August 1984 |                                                    |         |                                                       |            | The Forum, Inglewood Zuschauer: 7660 Schiedsrichter: Carlos Dias (BRA), Radoslav Petrović (YUG) |

| 8. August 1984 |                                                             | Italien | 98 – 71                                                        | BR Deutschland | The Forum, Inglewood Zuschauer: 7660 Schiedsrichter: Hank Nichols (USA), Nar Zanolin (CAN) |
| 8. August 1984 | Punkte pro Halbzeit: 45–35, 53–36.                          |         |                                                                |                | The Forum, Inglewood Zuschauer: 7660 Schiedsrichter: Hank Nichols (USA), Nar Zanolin (CAN) |
| 8. August 1984 | Punkte: Riva 30 Rebounds: Villalta 12 Assists: Marzorati 13 |         | Punkte: Blab 13 Rebounds: Schrempf 7 Assists: Kadlec, Mendel 3 |                | The Forum, Inglewood Zuschauer: 7660 Schiedsrichter: Hank Nichols (USA), Nar Zanolin (CAN) |
| 8. August 1984 |                                                             |         |                                                                |                | The Forum, Inglewood Zuschauer: 7660 Schiedsrichter: Hank Nichols (USA), Nar Zanolin (CAN) |

### Spiel um Platz 11
| 9. August 1984 |                                                              | Frankreich | 102 – 78                                                    | Ägypten | The Forum, Inglewood Zuschauer: 11.060 Schiedsrichter: Kostas Rigas (GRE), Lo Ching (CHN) |
| 9. August 1984 | Punkte pro Halbzeit: 51–40, 51–38.                           |            |                                                             |         | The Forum, Inglewood Zuschauer: 11.060 Schiedsrichter: Kostas Rigas (GRE), Lo Ching (CHN) |
| 9. August 1984 | Punkte: Szanyiel 24 Rebounds: Szanyiel 8 Assists: Monclar 13 |            | Punkte: Soliman 31 Rebounds: Soliman 9 Assists: Al-Khair 14 |         | The Forum, Inglewood Zuschauer: 11.060 Schiedsrichter: Kostas Rigas (GRE), Lo Ching (CHN) |
| 9. August 1984 |                                                              |            |                                                             |         | The Forum, Inglewood Zuschauer: 11.060 Schiedsrichter: Kostas Rigas (GRE), Lo Ching (CHN) |

### Spiel um Platz 9
| 10. August 1984 |                                                                      | Brasilien | 86 – 76                                        | China | The Forum, Inglewood Zuschauer: 11060 Schiedsrichter: Abdel Salem (EGY), Ernest Holden (AUS) |
| 10. August 1984 | Punkte pro Halbzeit: 42–40, 44–36.                                   |           |                                                |       | The Forum, Inglewood Zuschauer: 11060 Schiedsrichter: Abdel Salem (EGY), Ernest Holden (AUS) |
| 10. August 1984 | Punkte: Oscar Schmidt 29 Rebounds: Marquinhos 8 Assists: Guimarães 7 |           | Punkte: Sun 16 Rebounds: Huang 8 Assists: Sun8 |       | The Forum, Inglewood Zuschauer: 11060 Schiedsrichter: Abdel Salem (EGY), Ernest Holden (AUS) |
| 10. August 1984 |                                                                      |           |                                                |       | The Forum, Inglewood Zuschauer: 11060 Schiedsrichter: Abdel Salem (EGY), Ernest Holden (AUS) |

### Spiel um Platz 7
| 10. August 1984 |                                                                     | Australien | 83 – 78                                                      | BR Deutschland | The Forum, Inglewood Zuschauer: 9970 Schiedsrichter: Donato Rivas (URU), Pieter van der Willige (NED) |
| 10. August 1984 | Punkte pro Halbzeit: 46–42, 37–36.                                  |            |                                                              |                | The Forum, Inglewood Zuschauer: 9970 Schiedsrichter: Donato Rivas (URU), Pieter van der Willige (NED) |
| 10. August 1984 | Punkte: Smyth 22 Rebounds: Dalton 4 Assists: Carroll, Davies, Keogh |            | Punkte: Pappert 17 Rebounds: Schrempf 10 Assists: Schrempf 4 |                | The Forum, Inglewood Zuschauer: 9970 Schiedsrichter: Donato Rivas (URU), Pieter van der Willige (NED) |
| 10. August 1984 |                                                                     |            |                                                              |                | The Forum, Inglewood Zuschauer: 9970 Schiedsrichter: Donato Rivas (URU), Pieter van der Willige (NED) |

### Spiel um Platz 5
| 10. August 1984 |                                                            | Italien | 111 – 102                                           | Uruguay | The Forum, Inglewood Zuschauer: 9970 Schiedsrichter: Donald Cline (CAN), Eddie Crouch (AUS) |
| 10. August 1984 | Punkte pro Halbzeit: 55–43, 56–59.                         |         |                                                     |         | The Forum, Inglewood Zuschauer: 9970 Schiedsrichter: Donald Cline (CAN), Eddie Crouch (AUS) |
| 10. August 1984 | Punkte: Riva 40 Rebounds: Villalta 7 Assists: Sacchetti 11 |         | Punkte: López 39 Rebounds: López 6 Assists: López 3 |         | The Forum, Inglewood Zuschauer: 9970 Schiedsrichter: Donald Cline (CAN), Eddie Crouch (AUS) |
| 10. August 1984 |                                                            |         |                                                     |         | The Forum, Inglewood Zuschauer: 9970 Schiedsrichter: Donald Cline (CAN), Eddie Crouch (AUS) |

### Spiel um Bronze
| 9. August 1984 |                                                                      | Jugoslawien | 88 – 82                                                    | Kanada | The Forum, Inglewood Zuschauer: 9473 Schiedsrichter: Hank Nichols (USA), Ľubomír Kotleba (TCH) |
| 9. August 1984 | Punkte pro Halbzeit: 44–38, 44–44.                                   |             |                                                            |        | The Forum, Inglewood Zuschauer: 9473 Schiedsrichter: Hank Nichols (USA), Ľubomír Kotleba (TCH) |
| 9. August 1984 | Punkte: Dalipagić 37 Rebounds: Žižić 7 Assists: Knego, A. Petrović 4 |             | Punkte: Pasquale 16 Rebounds: Triano 7 Assists: Pasquale 5 |        | The Forum, Inglewood Zuschauer: 9473 Schiedsrichter: Hank Nichols (USA), Ľubomír Kotleba (TCH) |
| 9. August 1984 |                                                                      |             |                                                            |        | The Forum, Inglewood Zuschauer: 9473 Schiedsrichter: Hank Nichols (USA), Ľubomír Kotleba (TCH) |

### Finale
| 10. August 1984 |                                                               | Vereinigte Staaten | 96 – 65                                                    | Spanien | The Forum, Inglewood Zuschauer: 15.067 Schiedsrichter: Kostas Rigas (GRE), Nar Zanolin (CAN) |
| 10. August 1984 | Punkte pro Halbzeit: 52–29, 44–36.                            |                    |                                                            |         | The Forum, Inglewood Zuschauer: 15.067 Schiedsrichter: Kostas Rigas (GRE), Nar Zanolin (CAN) |
| 10. August 1984 | Punkte: Jordan 20 Rebounds: Perkins 7 Assists: Steve Alford 7 |                    | Punkte: Jiménez 16 Rebounds: Jiménez 8 Assists: Llorente 4 |         | The Forum, Inglewood Zuschauer: 15.067 Schiedsrichter: Kostas Rigas (GRE), Nar Zanolin (CAN) |
| 10. August 1984 |                                                               |                    |                                                            |         | The Forum, Inglewood Zuschauer: 15.067 Schiedsrichter: Kostas Rigas (GRE), Nar Zanolin (CAN) |